# Sfax
Sfax (arabsko Şafāqis) je pristaniško mesto ob vzhodni obali Tunizije ob Gabeškem zalivu.
Sfax je poleg Tunisa najpomembnejše tunizijsko pristanišče ter center za izvoz. Ima trgovski ter industrijski značaj: industrija, zaradi katere se je razvilo mesto, vključuje izkop fosfatov, pridelavo olivnega olja, spužev, pistacijevih oreškov, mandljev in volne. Mesto ima tudi svojo univerzo.
Ocenjeno število prebivalstva leta 1998 je 248.800.
Mesto je razdeljeno na dva dela: stari del z obzidjem in moderni del. V drugi svetovni vojni je bil Sfax s svojo strateško pristaniško lego pomembna baza za sile osi do osvoboditve leta 1943.